# Zyginidia artvinicus
Zyginidia artvinicus är en insektsart som beskrevs av Kalkandelen 1985. Zyginidia artvinicus ingår i släktet Zyginidia och familjen dvärgstritar. Inga underarter finns listade i Catalogue of Life.